# Ши Шень
Ши Шень (спрощ.: 石申; Вейд-Джайлз: Shih Shen; IV до н. е., Вей — IV до н. е., Вей), також відомий як Ши Шеньфу (спрощ.: 施慎福; піньїнь: Shī Shènfú) — китайський астроном і астролог.

## Спостереження
Ши приписується позиціювання 121 зірки, знайденої в збережених текстах. Шень також зробив найдавніше зі збережених навмисних спостережень за сонячними плямами, іноді помилково приписується Ґань Де. Він припустив, що ці плями були затемненнями, які починалися в центрі сонця і поширювалися назовні. Хоча він помилявся, він визнав плями тим, чим вони й були — сонячними явищами.
Серед його праць — 8-томник «Скелі космосу», однотомник «Небесна мапа» та однотомник «Зоряний каталог Ши». Останні два зараз вважаються написаними послідовниками його школи. Більшість його праць не збереглися, але кілька його найважливіших робіт були збережені в «Трактат з астрології епохи Кайюань».

## Книги
Ши Шень написав «Астрономія» (спрощ.: 石氏天文; піньїнь: Tianwen), пізніше відому як «Класика зірок Ши» (спрощ.: 石氏星經; піньїнь: Shishi Xingjing).

## Вплив
Ґань Де і Ши Шен широко цитуються в ряді астрономічних текстів після їхнього часу, хоча їх не слід плутати з іншими книгами зі схожими назвами, які не були написані ними. Одним із прикладів є «Зоряний посібник майстрів Ґань і Ши» (спрощ.: 甘石星經; піньїнь: Gan Shi Xingjing), який насправді був складений Ма Сянем близько 579 року нашої ери як додаток до календарного трактату.
На його честь названо кратер Ши Шень на Місяці.